# San José de Achuapa
San José de Achuapa est une municipalité nicaraguayenne du département de León au Nicaragua.